# Comuna Cemerpil, Haivoron
Cemerpil (în ucraineană Чемерпіль) este o comună în raionul Haivoron, regiunea Kirovohrad, Ucraina, formată din satele Berezivka, Cemerpil (reședința) și Tașlîk.

## Demografie
Componența lingvistică a comunei Cemerpil
     Ucraineană (95,09%)
     Rusă (2,67%)
     Alte limbi (1,23%)
Conform recensământului din 2001, majoritatea populației comunei Cemerpil era vorbitoare de ucraineană (95,09%), existând în minoritate și vorbitori de rusă (2,67%).